# 亚历山大·列昂尼多维奇·扎伊采夫
亚历山大·列昂尼多维奇·扎伊采夫（羅馬化：Aleksandr Leonidovich Zaytsev；1945年5月19日—2021年11月29日）是俄罗斯和苏联的无线电工程师和天文学家。他的作品对雷达天文设备，近地小行星雷达研究，搜寻地外文明。